# Noord-Thürings voetbalkampioenschap 1931/32
In 1931/32 werd het zeventiende voetbalkampioenschap van Noord-Thüringen gespeeld, dat georganiseerd werd door de Midden-Duitse voetbalbond. Erfurter SC werd kampioen en plaatste zich voor de Midden-Duitse eindronde. De club verloor in de eerste ronde met 9:7 van VfL Olympia 08 Duderstadt

## Gauliga
| Plaats | Club                     | Wed. | W  | G | V  | Saldo | Ptn.  |
| ------ | ------------------------ | ---- | -- | - | -- | ----- | ----- |
| 1.     | Erfurter SC 1895         | 18   | 11 | 6 | 1  | 55:28 | 28:8  |
| 2.     | FV 1907 Germania Ilmenau | 18   | 11 | 2 | 5  | 52:38 | 24:12 |
| 3.     | SC 1911 Stadtilm         | 18   | 10 | 2 | 6  | 65:27 | 22:14 |
| 4.     | VfB 1904 Erfurt          | 18   | 8  | 6 | 4  | 50:39 | 22:14 |
| 5.     | SpVgg 02 Erfurt          | 18   | 8  | 3 | 7  | 48:37 | 19:17 |
| 6.     | Sportring BV 1897 Erfurt | 18   | 6  | 4 | 8  | 32:39 | 16:20 |
| 7.     | VfB Sömmerda             | 18   | 6  | 2 | 10 | 27:50 | 14:22 |
| 8.     | SV 1909 Arnstadt         | 18   | 5  | 3 | 10 | 40:58 | 13:23 |
| 9.     | BC 07 Arnstadt           | 18   | 3  | 5 | 10 | 41:57 | 11:25 |
| 10.    | TSG Gispersleben         | 18   | 3  | 5 | 10 | 25:62 | 11:25 |

|  | Kampioen, geplaatst voor Midden-Duitse eindronde |
|  | Degradatie                                       |